# Мд/2
М Д/2 — маневровые мотовозы типа 0—2—0, построенные в 1936 и 1937 гг. Калужским машиностроительным заводом. Серия МД/2 означала: мотовоз дизельный, двухосный.

## Конструкция
На мотовозе был установлен 4-цилиндровый 2-тактный бескомпрессорный форкамерный дизельный двигатель Калужского завода мощностью 140 л. с. (при 430 об/мин). Пуск дизеля производился сжатым воздухом из баллонов. Для охлаждения воды дизеля применялась градирня.
Дизель через главную муфту и четырёхступенчатую коробку скоростей вращал отбойный вал, связанный спарниками с движущими колёсными парами. Главная муфта включалась и выключалась педалью.
Для интенсивного охлаждения воды и масла воздух, проходивший через холодильник локомотива, эжектировался отработавшими газами (для этого на конце выпускной трубы был установлен конус).

## Судьба мотовозов
В сентябре—октябре 1936 г. мотовоз испытывался на экспериментальном кольце НИИЖТа и на станции Москва — Товарная Западной железной дороги. После испытаний мотовоз некоторое время работал на этой станции, а затем был передан на подъездные пути завода-изготовителя. Там же остался и второй мотовоз М Д/2, построенный в 1937 г.
После выпуска мотовозов серии М Д/2 Калужский завод вёл проектирование мотовоза типа 0—3—0 с дизелем мощностью 240 л. с., но этот проект не был осуществлён.

## Технические данные
Мощность на ободе колёс — 115 л. с.;
Сила тяги:
при скорости 5,9 км/ч — 4000 кГ;
при скорости 10 км/ч — 2750 кГ;
при скорости 21 км/ч — 1320 кГ;
при скорости 37 км/ч — 755 кГ;
Масса в рабочем состоянии — 26 т.;
Диаметр колёс — 1200 мм;
Запасы:
топлива — 1300 кг;
воды — 1250 л;
смазки — 320 кг.